# Christchurch International Track Meet 2023
Das Christchurch International Track Meet 2023 war eine Leichtathletik-Veranstaltung, die am 19. Februar 2023 in der neuseeländischen Stadt Christchurch im Nga Puna Wai Sports Hub stattfand. Sie war die erste Veranstaltung der World Athletics Continental Tour auf Ebene der Bronze-Meetings, der dritthöchsten Kategorie dieser Leichtathletik-Serie.

## Resultate

### Männer

#### 100 m
| Platz | Athlet          | Land | Zeit (s) |
| ----- | --------------- | ---- | -------- |
| 1     | Tiaan Whelpton  | NZL  | 10,25    |
| 2     | Fergus McLeay   | NZL  | 10,74    |
| 3     | Tommy Te Puni   | NZL  | 10,78    |
| 4     | Jackson Rogers  | NZL  | 10,95    |
| 5     | Jonathan Maples | NZL  | 11,06    |
| 6     | Felix McDoanld  | NZL  | 11,10    |
| 7     | AJ Madondo      | NZL  | 11,17    |
| 8     | Ryan Shotter    | NZL  | 11,31    |

Wind: 0,0 m/s

#### 200 m
| Platz | Athlet             | Land | Zeit (s) |
| ----- | ------------------ | ---- | -------- |
| 1     | Tommy Te Puni      | NZL  | 21,20    |
| 2     | Fergus McLeay      | NZL  | 21,36    |
| 3     | Jackson Rogers     | NZL  | 21,36    |
| 4     | Asher Pettengell-B | NZL  | 21,51    |
| 5     | Felix McDoanld     | NZL  | 21,77    |
| 6     | Jonathan Maples    | NZL  | 21,92    |
| 7     | Joseph Nash        | NZL  | 21,93    |
| 8     | AJ Madondo         | NZL  | 21,94    |

Wind: 0,0 m/s

#### 800 m
| Platz | Athlet          | Land | Zeit (min) |
| ----- | --------------- | ---- | ---------- |
| 1     | James Preston   | NZL  | 1:47,66    |
| 2     | Russell Green   | NZL  | 1:52,85    |
| 3     | Tom Moulai      | NZL  | 1:53,64    |
| 4     | Ethan Smolej    | NZL  | 1:53,93    |
| 5     | Angus Sevier    | NZL  | 1:54,23    |
| 6     | Max Karamanolis | NZL  | 1:54,25    |
| 7     | David Lee       | NZL  | 1:54,42    |
| 8     | Dominic Devlin  | NZL  | 1:55,52    |
| 9     | Thomas Cowan    | NZL  | 1:58,85    |
| 10    | Karsen Vesty    | NZL  | 2:02,14    |

#### 110 m Hürden
| Platz | Athlet           | Land | Zeit (s) |
| ----- | ---------------- | ---- | -------- |
| 1     | Masaki Tomooka   | NZL  | 15,14    |
| 2     | Max Attwell      | NZL  | 16,10    |
| 3     | Cole Gibbons     | NZL  | 16,28    |
| 4     | Jared Neighbours | NZL  | 16,89    |

Wind: −0,6 m/s

#### Hochsprung
| Platz | Athletin        | Land | Höhe (m) |
| ----- | --------------- | ---- | -------- |
| 1     | Adam Stack      | NZL  | 2,08     |
| 2     | Levi Murdoch    | NZL  | 1,97     |
| 3     | Kaelan Paranihi | NZL  | 1,94     |
| 4     | Ben Walker      | NZL  | 1,94     |
| 5     | Max Attwell     | NZL  | 1,94     |
| 6     | Misha Worboys   | NZL  | 1,85     |
| 6     | Ethan Bone      | NZL  | 1,85     |
| 8     | Josh Woodhead   | NZL  | 1,80     |

#### Dreisprung
| Platz | Athletin        | Land | Weite (m) |
| ----- | --------------- | ---- | --------- |
| 1     | Aiden Hinson    | AUS  | 16,72     |
| 2     | Connor Murphy   | AUS  | 16,13     |
| 3     | Ayo Ore         | AUS  | 16,09     |
| 4     | Julian Konle    | AUS  | 15,71     |
| 5     | Ebuka Okpala    | NZL  | 15,59     |
| 6     | Shemaiah James  | AUS  | 14,97     |
| 7     | Ethan Gow       | NZL  | 15,87     |
| 8     | Ryan Young      | NZL  | 13,84     |
| 9     | Luke Moffitt    | NZL  | 13,21     |
| 10    | Kaelan Paranihi | NZL  | 12,96     |

#### Kugelstoßen
| Platz | Athlet           | Land | Weite (m) |
| ----- | ---------------- | ---- | --------- |
| 1     | Tomas Walsh      | NZL  | 21,80 WL  |
| 2     | Aiden Harvey     | AUS  | 18,24     |
| 3     | Nick Palmer      | NZL  | 17,79     |
| 4     | Liam Ngchok-Wulf | NZL  | 16,78     |
| 5     | Nathaniel Sulupo | SAM  | 15,49     |
| 6     | Max Attwell      | NZL  | 12,56     |
| 7     | Jared Neighbours | NZL  | 12,10     |

#### Diskuswurf
| Platz | Athlet           | Land | Weite (m) |
| ----- | ---------------- | ---- | --------- |
| 1     | Connor Bell      | NZL  | 64,65     |
| 2     | Nathaniel Sulupo | SAM  | 51,63     |
| 3     | Kieran Fowler    | NZL  | 49,06     |
| 4     | Jared Neighbours | NZL  | 46,93     |
| 5     | Max Abbot        | NZL  | 46,76     |
| 6     | Max Attwell      | NZL  | 43,62     |
| 7     | Joden Pratten    | NZL  | 39,71     |

#### Hammerwurf
| Platz | Athlet         | Land | Weite (m) |
| ----- | -------------- | ---- | --------- |
| 1     | Anthony Nobilo | NZL  | 66,95     |
| 2     | Todd Bates     | NZL  | 55,20     |
| 3     | Max Abbot      | NZL  | 47,50     |
| 4     | Hanno Nel      | NZL  | 44,47     |

### Frauen

#### 100 m
| Platz | Athlet        | Land | Zeit (s) |
| ----- | ------------- | ---- | -------- |
| 1     | Rosie Elliott | NZL  | 11,57    |
| 2     | Livvy Wilson  | NZL  | 11,74    |
| 3     | Anna Percy    | NZL  | 11,82    |
| 4     | Jorja Gibbons | NZL  | 12,19    |
| 5     | Micayla Whiti | NZL  | 12,60    |

Wind: +1,1 m/s

#### 200 m
| Platz | Athlet         | Land | Zeit (s)    |
| ----- | -------------- | ---- | ----------- |
| 1     | Rosie Elliott  | NZL  | 22,81 WL NR |
| 2     | Georgia Hulls  | NZL  | 22,84 PB    |
| 3     | Jorja Gibbons  | NZL  | 24,88       |
| 4     | Micayla Whiti  | NZL  | 24,94       |
| 5     | Christina Ryan | NZL  | 25,00       |
| 6     | Maddie Wilson  | NZL  | 25,14       |
| 7     | Maggie Jones   | NZL  | 25,34       |

Wind: +1,8 m/s

#### 800 m
| Platz | Athlet                           | Land | Zeit (min) |
| ----- | -------------------------------- | ---- | ---------- |
| 1     | Jennifer Hauke                   | NZL  | 2:06,55    |
| 2     | Tillie Hollyer                   | NZL  | 2:08,79    |
| 3     | Rosa Twyford                     | NZL  | 2:09,76    |
| 4     | Angela Petty                     | NZL  | 2:10,21    |
| 5     | Samantha Lascelles               | NZL  | 2:10,53    |
| 6     | Chloe Hughes                     | NZL  | 2:13,61    |
| 7     | Kiera Hall                       | NZL  | 2:14,19    |
| 8     | Lucy Shennan                     | NZL  | 2:15,42    |
| 9     | Emma Douglass                    | NZL  | 2:14,19    |
|       | Alexandra Rees-Tho (Pacemakerin) | NZL  | DNF        |

#### 100 m Hürden
| Platz | Athlet         | Land | Zeit (s) |
| ----- | -------------- | ---- | -------- |
| 1     | Anna Percy     | NZL  | 13,77    |
| 2     | Maggie Jones   | NZL  | 14,43    |
| 3     | Christina Ryan | NZL  | 14,68    |
| 4     | Maddie Wilson  | NZL  | 15,,06   |

Wind: +0,3 m/s

#### Hochsprung
| Platz | Athletin         | Land | Höhe (m) |
| ----- | ---------------- | ---- | -------- |
| 1     | Maddie Wilson    | NZL  | 1,82     |
| 2     | Keeley O’Hagan   | NZL  | 1,79     |
| 2     | Imogen Skelton   | NZL  | 1,79     |
| 4     | Jess Hendren     | NZL  | 1,69     |
| 5     | Naomi Waite      | NZL  | 1,69     |
| 6     | Josephine Reeves | NZL  | 1,65     |

#### Dreisprung
| Platz | Athlet            | Land | Weite (m) |
| ----- | ----------------- | ---- | --------- |
| 1     | Desleigh Owusu    | AUS  | 13,38     |
| 2     | Hannah Collins    | NZL  | 11,79     |
| 3     | Helena Dinnissen  | NZL  | 11,70     |
| 4     | Jayne Iwunze      | NZL  | 11,38     |
| 5     | Natalia Geneblaza | NZL  | 11,13     |
| 6     | Lilla Faivre      | NZL  | 10,26     |

#### Kugelstoßen
| Platz | Athlet             | Land | Weite (m) |
| ----- | ------------------ | ---- | --------- |
| 1     | Natalia Rankin-Chi | NZL  | 14,17     |
| 2     | Lexi Maples        | NZL  | 12,48     |
| 3     | Nadja Kumerich     | NZL  | 12,25     |
| 4     | Christina Ryan     | NZL  | 12,10     |

#### Diskuswurf
| Platz | Athlet             | Land | Weite (m) |
| ----- | ------------------ | ---- | --------- |
| 1     | Tatiana Kaumoana   | NZL  | 55,82     |
| 2     | Suzannah Kennelly  | NZL  | 48,18     |
| 3     | Natalia Rankin-Chi | NZL  | 45,64     |
| 4     | Suzannah Kennelly  | NZL  | 43,73     |
| 5     | Abbey Moody        | NZL  | 40,77     |

#### Hammerwurf
| Platz | Athlet             | Land | Weite (m) |
| ----- | ------------------ | ---- | --------- |
| 1     | Jessica Mayho      | NZL  | 61,93     |
| 2     | Lexi Maples        | NZL  | 57,33     |
| 3     | Dyani Shepherd-Oat | NZL  | 54,57     |
| 4     | Elizabeth Hewitt   | NZL  | 51,20     |
| 5     | Nadja Kumerich     | NZL  | 45,95     |
| 6     | Teagan Ashley      | NZL  | 45,01     |